# Inteligência em abelhas

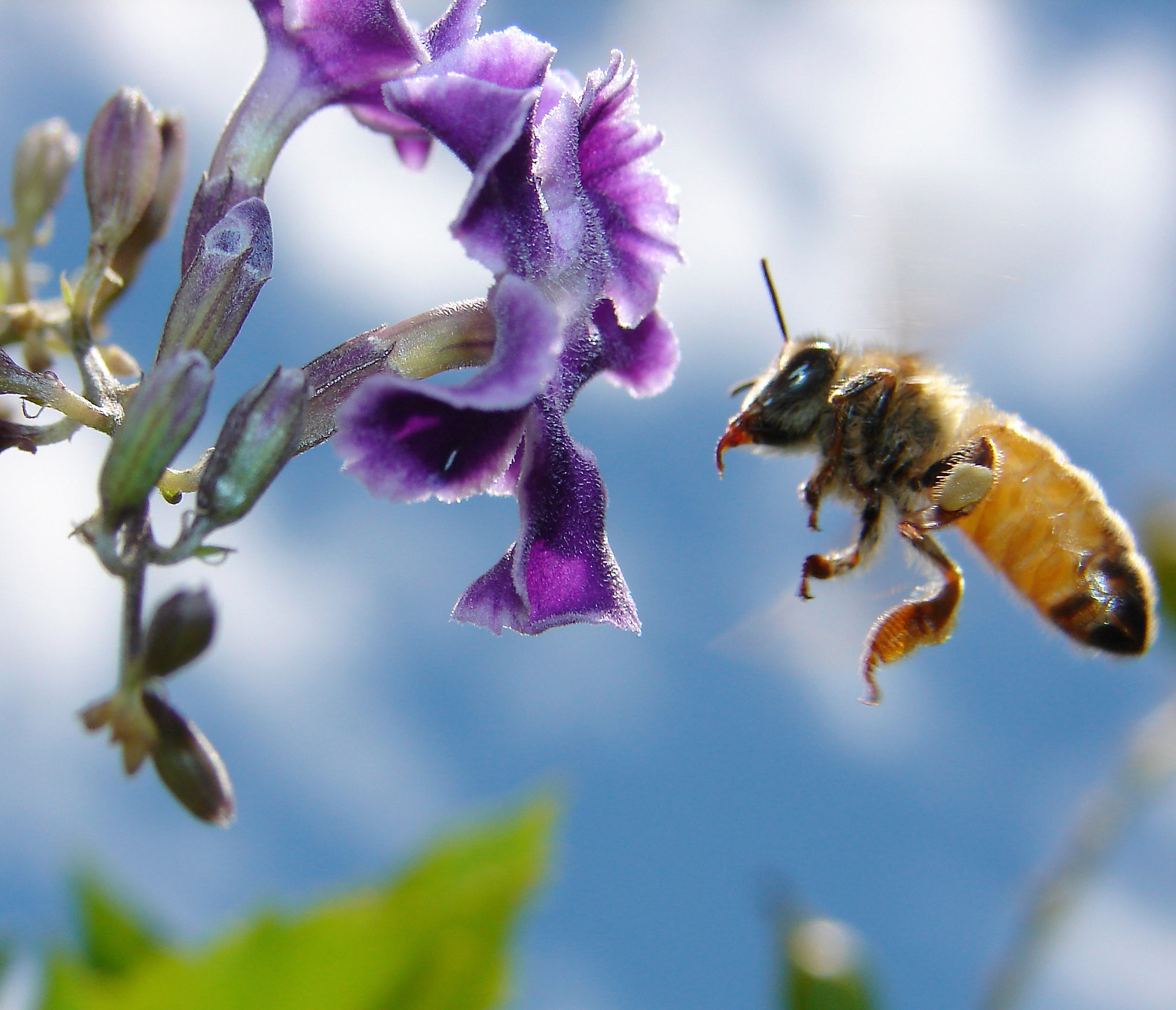
Pesquisas indicam que as abelhas se orientam até o alimento "contando" as barreiras, ou objetos existentes no trajeto.

Os estudos da inteligência em abelhas têm demonstrado, assim como outros insetos, que tais animais são dotados de um aparato cognitivo capaz de lhes propiciar diversas ações que podem ser compreendidas como sinais de inteligência, impressionando os cientistas. Existe também outra peculiaridade encontrada nas abelhas no que diz respeito às referências que elas tomam para comunicar às outras abelhas da colmeia onde encontrar uma fonte de alimento. Esses minúsculos mas inteligentes insetos voam, em forma de oito, tomando como ponto de referência a posição do sol, para que as outras sigam de forma semelhante e encontrem a comida. Esse movimento se caracteriza por ser uma espécie de vetor, demonstrando assim a evoluída capacidade cognitiva das abelhas. Apesar de contarem com cérebro de um 1 milhão de neurônios, em comparação aos cerca de 100 bilhões do cérebro humano, pesquisadores atestam que as abelhas são capazes de reconhecer rostos da mesma forma que nós, de aprender a distinguir cores, padrões complexos e contar até quatro.